# Allaine
Pour l’article ayant un titre homophone, voir Allaines.
Ne doit pas être confondu avec Alaine.
L'Allaine est une rivière qui traverse le district de Porrentruy situé au nord du canton du Jura en Suisse ainsi que le Territoire de Belfort et le département du Doubs en France. En France, elle conflue avec la Bourbeuse pour donner naissance à l'Allan.
Il existe une confusion récurrente entre les deux cours d'eau, l'Allaine et l'Allan. En réalité, le nom « Allan » n'est jamais utilisé à l'amont de la confluence Allaine/Bourbeuse, et il est réservé dans l'usage au seul cours d'eau formé depuis cette confluence par les deux rivières, jusqu'à ce qu'il se jette dans le Doubs. En toute rigueur, on ne devrait pas considérer pour la seule Allaine les données hydrologiques de l'Allan car ce dernier cours d'eau reçoit des affluents importants et présente ainsi un régime substantiellement différent de l'Allaine même.
Autre différence, alors que l'Allaine est un cours d'eau issu du massif du Jura, l'Allan comprend une forte composante vosgienne par ses affluents de rive droite. D'autre part, l'Allaine n'est pas navigable, alors que l'Allan a été partiellement aménagé pour la navigation.

## Géographie
L'Allaine prend sa source à Charmoille dans le canton du Jura en Suisse, à une altitude de 605 mètres, elle se jette ensuite dans l'Allan qui lui-même se jette dans le Doubs en France, en aval de Voujeaucourt. Sa longueur, y compris l'Allan, est de 58,2 km, dont 28 km en Suisse. Son bassin versant s'étend sur 1 120 km2 (bassin de l'Allan compris), dont 322 km2 en Suisse.

### Localités traversées
En Suisse, elle  traverse les villages de Charmoille, Miécourt, Alle, Porrentruy, Courchavon, Courtemaîche, Montignez, Buix, Boncourt, puis en France ceux de Delle, Joncherey, Grandvillars, Morvillars, Allenjoie, où elle conflue avec la Bourbeuse.
L'Allan ainsi formé sert ponctuellement de limite entre le Territoire de Belfort et le Doubs, et traverse Étupes, Sochaux, Montbéliard, Courcelles-lès-Montbéliard, Sainte-Suzanne, Bart et enfin Voujeaucourt où il se jette dans le Doubs. Pour permettre l'extension de l'usine Peugeot, l'Allan est dévié en 1987 et le confluent avec la Savoureuse est déplacé.

## Principaux affluents
- le ruisseau de la Tuilerie à Charmoille ;
- l'Erveratte (ou ruisseau de Fregiécourt) à Alle ;
- la Cornoline, le Jonc et le Martinet entre Alle et Porrentruy ;
- le Voyebœuf, le Bacavoine, la Beuchire et le Creugenat à Porrentruy ;
- la Batte, à Delle ;
- la Covatte à Joncherey (France) (La Covatte est elle-même issue de deux cours d'eau la Coeuvatte et la Vendline qui confluent à Florimont. La Covatte prend sa source à Coeuve et arrose Damphreux et Lugnez tandis que la Vendline coule de Vendlincourt) ;
- la Bourbeuse à Allenjoie après Morvillars (c'est là que l'hydronyme Allaine disparaît et que le cours d'eau formé par les deux rivières devient l'Allan) ;
- la Savoureuse à Étupes ;
- la Lizaine à Montbéliard ;
- le Rupt à Bart.

## Hydrologie (de l'Allan)

### L'Allan à Courcelles-lès-Montbéliard
Le débit moyen annuel de l'Allan, calculé sur 28 ans (de 1981 à 2008) à Courcelles-lès-Montbéliard, juste avant son confluent avec le Doubs, est de 22,8 m3/s pour une surface de bassin de 1 120 km2. Ceci n'est pas représentatif du débit de la seule Allaine puisque l'Allan reçoit les eaux du bassin versant de la Bourbeuse et de celui de la Savoureuse.
La rivière présente les fluctuations saisonnières habituelles des cours d'eau de l'est continental de la France, avec des crues de décembre à mars inclus avec des moyennes mensuelles de 32,5 à 38 m3/s, maximales en décembre-janvier, et des basses eaux d'été, de juin à octobre inclus, caractérisées par une baisse du débit moyen mensuel jusqu'à 8,5 m3/s au mois d'août.

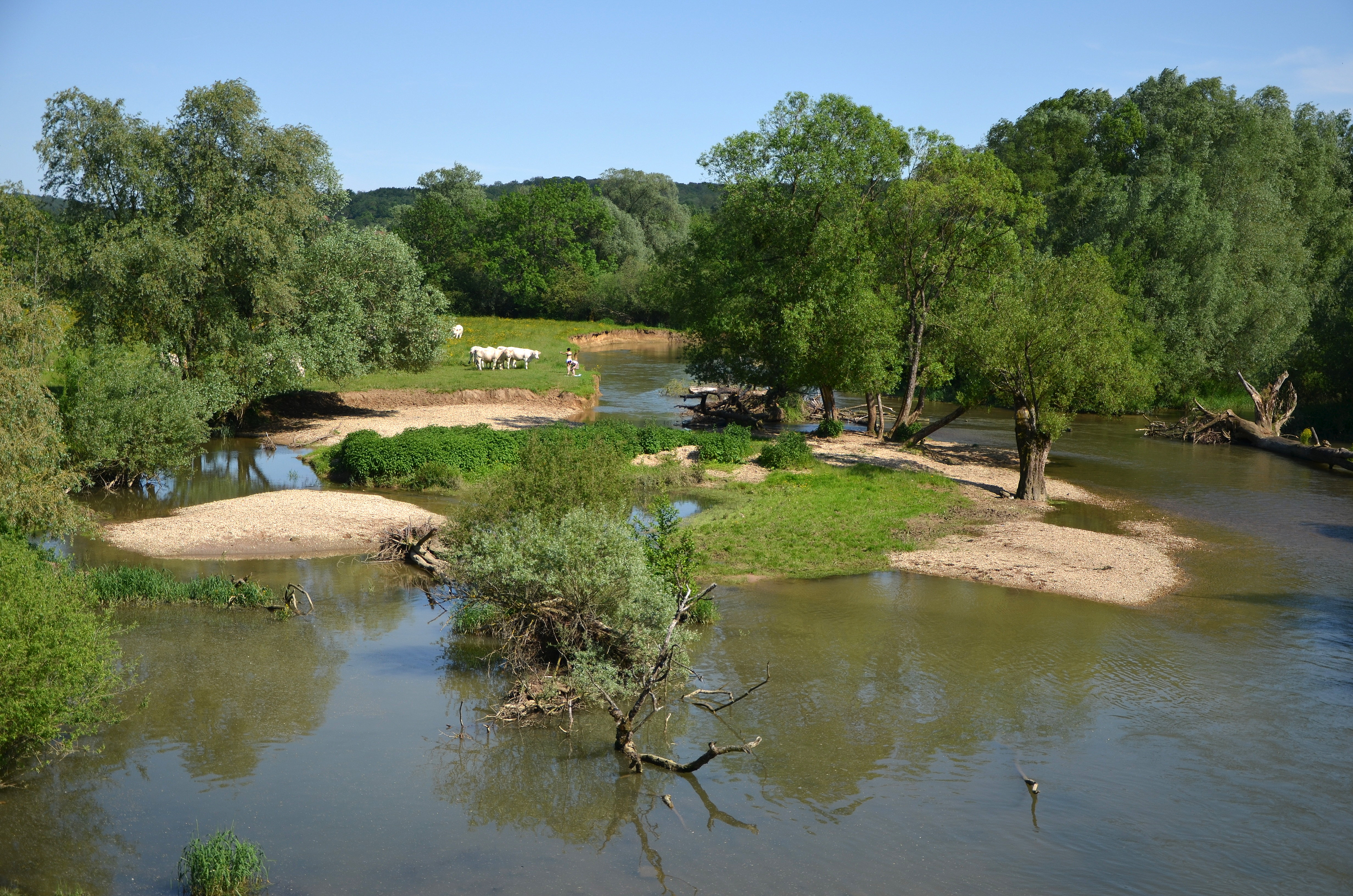
L'Allan vers Fesches-le-Châtel.

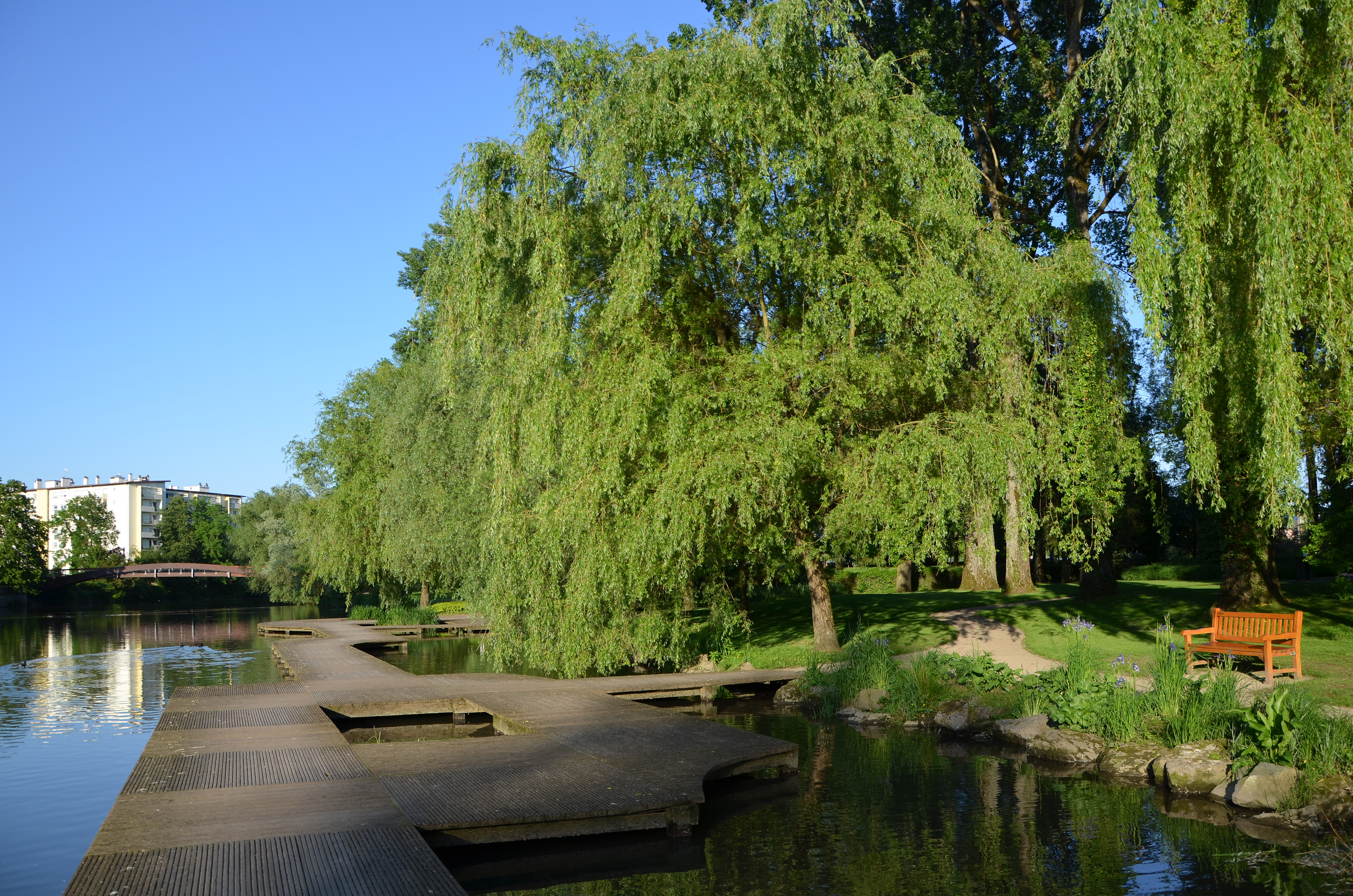
L'Allan arrose la ville de Montbéliard.

### Étiage ou basses eaux
Le VCN3 peut chuter jusque 1,8 m3/s en cas de période quinquennale sèche.

### Crues
Les crues peuvent être très importantes. Les QIX 2 et QIX 5 valent respectivement 240 et 310 m3/s. Le QIX 10 est de 350 m3/s, le QIX 20 de 400 m3/s, tandis que le QIX 50 se monte à 450 m3/s.
Le débit instantané maximal enregistré a été de 414 m3/s le 15 février 1990, tandis que la valeur journalière maximale était de 359 m3/s le même jour. Si l'on compare la première de ces valeurs à l'échelle des QIX de la rivière, cette crue était un peu plus que d'ordre vicennal, et donc destinée à se reproduire tous les 25-30 ans en moyenne.

### Lame d'eau et débit spécifique
L'Allan est une rivière fort abondante. La lame d'eau écoulée dans son bassin est de 647 millimètres annuellement, et le débit spécifique (ou Qsp) se monte à 20,5 litres par seconde et par kilomètre carré de bassin, des valeurs assez courantes en Suisse et dans les régions montagneuses de France, mais qui valent plus du double de la moyenne française (environ 320 millimètres/an).